# Büren (Oberdorf)
Büren (o Büren nid dem Bach, toponimo tedesco) è una frazione del comune svizzero di Oberdorf, nel Canton Nidvaldo.

## Geografia fisica
Büren si trova nella bassa valle del fiume Aa di Engelberg, ai piedi del monte Buochserhorn.

## Storia
Büren è stata una comunità autonoma del Canton Nidvaldo (Ürte, affine al comune patriziale di altri cantoni) attestata dal 1469. Con l'istituzione dei comuni nidvaldesi nel 1850 Büren nid dem Bach è confluito in quello di Oberdorf, mentre la limitrofa Ürte di Büren ob dem Bach è entrata nel comune di Wolfenschiessen.

## Monumenti e luoghi d'interesse
- Chiesa cattolica di San Nicolao della Flüe, eretta nel 1967-1968[1];
- Cappella cattolica di Santa Caterina, attestata dal 1494 e ricostruita nel 1867[1][2].

## Infrastrutture e trasporti
Büren è stato servito dalla stazione di Büren NW sulla ferrovia Lucerna-Stans-Engelberg, soppressa nel 2002.